# Amon Sûl
Amon Sûl (« Colline du Vent » en sindarin) est le nom d'une colline d'Eriador, en Terre du Milieu, dans l'œuvre de l'écrivain britannique J. R. R. Tolkien. On l'appelle aussi colline de Montauvent ou Mont Venteux (Weathertop, « la cime météorologique » en anglais).

## Histoire
Au temps du royaume d'Arnor, une tour fut construite à son sommet, qui abritait un palantír comme l'explique Gandalf :

« Ils installèrent des pierres à Minas Ithil et aussi à Orthanc dans le cercle de l'Isengard. Le chef et maître en était le dôme d'étoile à Osgiliath avant sa ruine. Les trois autres étaient très loin dans le Nord. On dit dans la maison d'Elrond qu'elles se trouvaient à Annúminas et à Amon Sûl… »

— Paroles de Gandalf, Le Seigneur des anneaux
On dit que c'est du haut de cette tour qu'Elendil attendit la venue de Gil-galad au jour de la Dernière Alliance des Elfes et des Hommes.
Les royaumes d'Arthedain, de Cardolan, et de Rhudaur, issus de l'ancien royaume d'Arnor, se battirent souvent pour la possession de cette tour qui abritait le seul palantír à leur portée.
En 1409 (T.A.), la tour fut détruite par une puissante armée venu du pays d'Angmar et levée par le Roi-Sorcier. Le palantír fut sauvé et demeura à Fornost.
C'est également là, au milieu des ruines de la tour, que le Roi-Sorcier poignarda Frodon Sacquet à la fin du Troisième Âge. Mais ce dernier survécut grâce à l'intervention d'Aragorn qui mit en fuite les cinq Nazgûl présents.

## Adaptations
Dans le film Le Hobbit : Un voyage inattendu de Peter Jackson, l'orque Azog y a établi un camp. Il y réunit ses cavaliers orques ainsi que des wargs de Gundabad pour traquer la compagnie de Thorin Écu-de-Chêne. Dans le film Le Seigneur des anneaux : La Communauté de l'anneau, c'est là où le Roi-Sorcier d'Angmar poignarde le jeune Frodon Sacquet avec une lame de Morgul. Le Porteur de l'Anneau ne doit la vie sauve que grâce à l'intervention d'Aragorn, qui arrive à combattre les Nazgûl et à les faire fuir pour un temps.